# Reinhardshain
Reinhardshain ist ein Stadtteil von Grünberg im mittelhessischen Landkreis Gießen.

## Geografische Lage
Reinhardshain liegt 5 km nordwestlich von Grünberg in Mittelhessen im Vorderen Vogelsberg. Durch den Ort führt die Landesstraße 3357 und im Norden die Bundesautobahn 5 (Frankfurt-Kassel) am Ort vorbei. In der Gemarkung Reinhardshain liegt die gleichnamige Autobahnraststätte.

## Ortsgeschichte

### Mittelalter

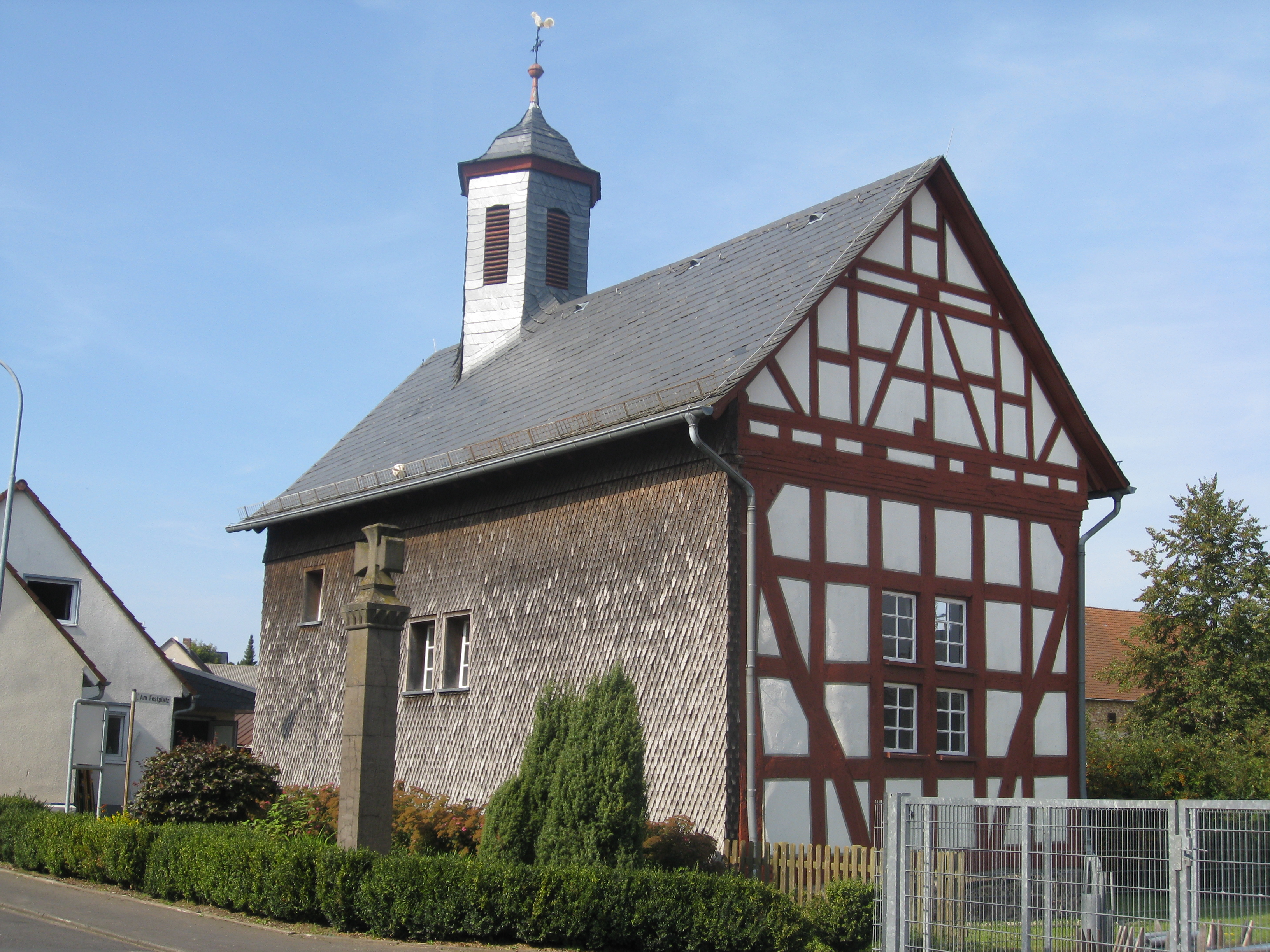
Kirche von Reinhardshain, September 2011

Die älteste urkundliche Erwähnung des Orts erfolgte im Jahr 1318 als „Reynhartshayn“.„bona nostra sita in Reynhartshayn“ (Unsere Güter, gelegen in Reinhardshain). In einem Dorsualvermerk aus dem 15. Jahrhundert wird sich auf die gleiche Urkunde von 1318 in mhd. Sprache bezogen: „die gudir zu Renhartshen“. Der Wäppner Mengot von Hirzenhain und seine Frau Jutta gaben in diesem Jahr dem Kloster Wirberg Güter zu Reynhartshayn im Tausch gegen Güter zu Wäldersheim.
Der Ortsname wird von dem Rufnamen „Reginhard“ abgeleitet, also bedeutet er „Siedlung des Reginhard“. In weiteren Urkunden des 14. Jahrhunderts taucht der Ort 1341 als „Reinhartishan“ und „Renhartzhain“ in den historischen Quellen auf. 1341 wird „Lyntza dicta de Reinhartishan monialis, opidana in Grunenberg“ (die Nonne Lyntza, genannt von Reinhartshain, Bürgerin zu Grünberg). Am 30. Oktober 1375 verpfändete Landgraf Hermann II. von Hessen das Dorf Reinhardshain für 148 Gulden an Eberhard Riedesel und seine Frau Gude. Der Landgraf behielt sich das Recht auf Rückkauf.
Das Stift St. Johannis in Mainz besaß 1495 in Reinhardshain 30 Morgen Land, 12 Morgen Ackerland und eine Wiese.

### Neuzeit
Die Evangelische Kirche, ein heute an zwei Seiten verschindelter Fachwerkbau, wurde 1617 errichtet. 1829 wurde die Schule erbaut. Der im Jahr 1908 erbaute, 18 m hohe Wasserturm ist ein markantes Wahrzeichen des Ortes.
Die Statistisch-topographisch-historische Beschreibung des Großherzogthums Hessen berichtet 1830 über Reinhardshain:

„Reinhardshain (L. Bez. Grünberg) evangel. Filialdorf; liegt 1 St. von Grünberg, hat 1 Kirche, 58 Häuser und 312 Einwohner, die alle evangelisch sind, und unter welchen 46 Bauern und 4 Taglöhner sich befinden. Hier stand wahrscheinlich ehemals das Schloß Hagen, das einem Manegold gehörte, dessen Geschlecht zwar noch im Dunkeln ist, aber erweißlich nicht zu jenen Herrn von Hagen gehörte, aus denen die Münzenberger hervorgegangen sind. Die Nachrichten bestimmen, daß mit diesem Manegold das Geschlecht erlosch, und die Burg Hagen zerstört wurde.“

Hessische Gebietsreform (1970–1977)
Im Zuge der Gebietsreform in Hessen wurde die bis dahin selbständige Gemeinde Reinhardshain zum 1. April 1972 auf freiwilliger Basis in die Stadt Grünberg eingemeindet. Für Reinhardshain sowie für alle ehemals eigenständigen Gemeinden von Grünberg und die Kernstadt wurde je ein Ortsbezirk gebildet.

### Verwaltungsgeschichte im Überblick
Die folgende Liste zeigt die Staaten und Verwaltungseinheiten, denen Reinhardshain angehört(e):
- 1391 und später: Heiliges Römisches Reich, Landgrafschaft Hessen, Amt Grünberg
- ab 1567: Heiliges Römisches Reich, Landgrafschaft Hessen-Marburg, Amt Grünberg[14]
- 1604–1648: Heiliges Römisches Reich, strittig zwischen Landgrafschaft Hessen-Darmstadt und Landgrafschaft Hessen-Kassel (Hessenkrieg)
- ab 1604: Heiliges Römisches Reich, Landgrafschaft Hessen-Darmstadt, Oberfürstentum Hessen, Amt Grünberg,[15][16]
- ab 1806: Großherzogtum Hessen,[Anm. 2] Fürstentum Ober-Hessen, Amt Grünberg[17]
- ab 1815: Großherzogtum Hessen, Provinz Oberhessen, Amt Grünberg[18]
- ab 1821: Großherzogtum Hessen, Provinz Oberhessen, Landratsbezirk Grünberg[Anm. 3]
- ab 1832: Großherzogtum Hessen, Provinz Oberhessen, Kreis Grünberg
- ab 1848: Großherzogtum Hessen, Regierungsbezirk Gießen
- ab 1852: Großherzogtum Hessen, Provinz Oberhessen, Kreis Grünberg
- ab 1867: Norddeutscher Bund,[Anm. 4] Großherzogtum Hessen, Provinz Oberhessen, Kreis Grünberg
- ab 1871: Deutsches Reich, Großherzogtum Hessen, Provinz Oberhessen, Kreis Grünberg
- ab 1874: Deutsches Reich, Großherzogtum Hessen, Provinz Oberhessen, Kreis Gießen
- ab 1918: Deutsches Reich (Weimarer Republik), Volksstaat Hessen, Provinz Oberhessen, Kreis Gießen
- ab 1938: Deutsches Reich, Volksstaat Hessen, Landkreis Gießen[19][Anm. 5]
- ab 1945: Amerikanische Besatzungszone,[Anm. 6] Groß-Hessen, Regierungsbezirk Darmstadt, Landkreis Gießen
- ab 1946: Amerikanische Besatzungszone, Hessen, Regierungsbezirk Darmstadt, Landkreis Gießen
- ab 1949: Bundesrepublik Deutschland, Hessen, Regierungsbezirk Darmstadt, Landkreis Gießen
- ab 1972: Bundesrepublik Deutschland, Hessen, Regierungsbezirk Darmstadt, Landkreis Gießen, Stadt Grünberg[Anm. 7]
- ab 1977: Bundesrepublik Deutschland, Hessen, Regierungsbezirk Darmstadt, Lahn-Dill-Kreis, Stadt Grünberg
- ab 1979: Bundesrepublik Deutschland, Hessen, Regierungsbezirk Darmstadt, Landkreis Gießen, Stadt Grünberg
- ab 1981: Bundesrepublik Deutschland, Hessen, Regierungsbezirk Gießen, Landkreis Gießen, Stadt Grünberg

### Recht

#### Materielles Recht
In Reinhardshain galt der Stadt- und Amtsbrauch von Grünberg als Partikularrecht. Das Gemeine Recht galt nur, soweit der Amtsbrauch keine Bestimmungen enthielt. Dieses Sonderrecht alten Herkommens behielt seine Geltung auch während der Zugehörigkeit zum Großherzogtum Hessen im 19. Jahrhundert, bis es zum 1. Januar 1900 von dem einheitlich im ganzen Deutschen Reich geltenden Bürgerlichen Gesetzbuch abgelöst wurde.

#### Gerichtsverfassung seit 1803
In der Landgrafschaft Hessen-Darmstadt wurde mit Ausführungsverordnung vom 9. Dezember 1803 das Gerichtswesen neu organisiert. Für die Provinz Oberhessen wurde das Hofgericht Gießen. Es war für normale bürgerliche Streitsachen Gericht der zweiten Instanz, für standesherrliche Familienrechtssachen und Kriminalfälle die erste Instanz. Übergeordnet war das Oberappellationsgericht Darmstadt. Die Rechtsprechung der ersten Instanz wurde durch die Ämter bzw. Standesherren vorgenommen und somit war für Reinhardshain das „Amt Grünberg“ zuständig. Nach der Gründung des Großherzogtums Hessen 1806 wurden die Aufgaben der ersten Instanz 1821 im Rahmen der Trennung von Rechtsprechung und Verwaltung auf die neu geschaffenen Landgerichte übertragen. „Landgericht Grünberg“ war daher von 1821 bis 1879 die Bezeichnung für das erstinstanzliche Gericht das für Reinhardshain zuständig war.
Anlässlich der Einführung des Gerichtsverfassungsgesetzes mit Wirkung vom 1. Oktober 1879, infolge derer die bisherigen großherzoglichen Landgerichte durch Amtsgerichte an gleicher Stelle ersetzt wurden, während die neu geschaffenen Landgerichte nun als Obergerichte fungierten, kam es zur Umbenennung in „Amtsgericht Grünberg“ und Zuteilung zum Bezirk des Landgerichts Gießen. Am 1. Juli 1968 erfolgte die Auflösung des Amtsgerichts Grünberg, Reinhardshain wurde dem Amtsgericht Gießen zugelegt.

## Bevölkerung

### Einwohnerstruktur 2011
Nach den Erhebungen des Zensus 2011 lebten am Stichtag dem 9. Mai 2011 in Reinhardshain 573 Einwohner. Darunter waren 18 (3,1 %) Ausländer. Nach dem Lebensalter waren 90 Einwohner unter 18 Jahren, 255 zwischen 18 und 49, 138 zwischen 50 und 64 und 87 Einwohner waren älter. Die Einwohner lebten in 243 Haushalten. Davon waren 63 Singlehaushalte, 66 Paare ohne Kinder und 75 Paare mit Kindern, sowie 24 Alleinerziehende und 6 Wohngemeinschaften. In 36 Haushalten lebten ausschließlich Senioren und in 162 Haushaltungen lebten keine Senioren.

### Einwohnerentwicklung
| Quelle: Historisches Ortslexikon |                                                              |
| • 1577:                          | 019 Hausgesesse                                              |
| • 1630:                          | 015 zweispännige, 6 einspännige Ackerleute, 5 Einläuftige    |
| • 1669:                          | 133 Seelen                                                   |
| • 1742:                          | 001 Geistliche/Beamter, 51 Untertanen, 12 Junge Mannschaften |
| • 1806:                          | 267 Einwohner, 54 Häuser                                     |
| • 1829:                          | 312 Einwohner, 58 Häuser                                     |
| • 1867:                          | 287 Einwohner, 55 bewohnte Gebäude                           |
| • 1875:                          | 317 Einwohner, 60 bewohnte Gebäude                           |

| Reinhardshain: Einwohnerzahlen von 1791 bis 2020 | Reinhardshain: Einwohnerzahlen von 1791 bis 2020 | Reinhardshain: Einwohnerzahlen von 1791 bis 2020 | Reinhardshain: Einwohnerzahlen von 1791 bis 2020 | Reinhardshain: Einwohnerzahlen von 1791 bis 2020 |
| --- | ------------------------------------------------ | ------------------------------------------------ | ------------------------------------------------ | ------------------------------------------------ |
| Jahr |                                                  |                                                  |                                                  | Einwohner                                        |
| 1791 | 1791                                             |                                                  | 214                                              | 214                                              |
| 1800 | 1800                                             |                                                  | 227                                              | 227                                              |
| 1806 | 1806                                             |                                                  | 287                                              | 287                                              |
| 1829 | 1829                                             |                                                  | 312                                              | 312                                              |
| 1834 | 1834                                             |                                                  | 324                                              | 324                                              |
| 1840 | 1840                                             |                                                  | 330                                              | 330                                              |
| 1846 | 1846                                             |                                                  | 370                                              | 370                                              |
| 1852 | 1852                                             |                                                  | 384                                              | 384                                              |
| 1858 | 1858                                             |                                                  | 369                                              | 369                                              |
| 1864 | 1864                                             |                                                  | 290                                              | 290                                              |
| 1871 | 1871                                             |                                                  | 327                                              | 327                                              |
| 1875 | 1875                                             |                                                  | 317                                              | 317                                              |
| 1885 | 1885                                             |                                                  | 283                                              | 283                                              |
| 1895 | 1895                                             |                                                  | 287                                              | 287                                              |
| 1905 | 1905                                             |                                                  | 301                                              | 301                                              |
| 1910 | 1910                                             |                                                  | 314                                              | 314                                              |
| 1925 | 1925                                             |                                                  | 323                                              | 323                                              |
| 1939 | 1939                                             |                                                  | 310                                              | 310                                              |
| 1946 | 1946                                             |                                                  | 531                                              | 531                                              |
| 1950 | 1950                                             |                                                  | 495                                              | 495                                              |
| 1956 | 1956                                             |                                                  | 393                                              | 393                                              |
| 1961 | 1961                                             |                                                  | 407                                              | 407                                              |
| 1967 | 1967                                             |                                                  | 508                                              | 508                                              |
| 1970 | 1970                                             |                                                  | 475                                              | 475                                              |
| 1980 | 1980                                             |                                                  | ?                                                | ?                                                |
| 1987 | 1987                                             |                                                  | 555                                              | 555                                              |
| 2003 | 2003                                             |                                                  | 642                                              | 642                                              |
| 2011 | 2011                                             |                                                  | 573                                              | 573                                              |
| 2016 | 2016                                             |                                                  | 584                                              | 584                                              |
| 2020 | 2020                                             |                                                  | 588                                              | 588                                              |
| Datenquelle: Historisches Gemeindeverzeichnis für Hessen: Die Bevölkerung der Gemeinden 1834 bis 1967. Wiesbaden: Hessisches Statistisches Landesamt, 1968. Weitere Quellen: LAGIS; Ab 1970: Stadt Grünberg:; Zensus 2011 |                                                  |                                                  |                                                  |                                                  |

### Historische Religionszugehörigkeit
| • 1830: | 312 evangelische (= 100 %) Einwohner                             |
| • 1961: | 312 evangelische (= 76,7 %), 77 katholische (= 18,9 %) Einwohner |

### Historische Erwerbstätigkeit
| • 1961: | Erwerbspersonen: 106 Land- und Forstwirtschaft, 51 Prod. Gewerbe, 19 Handel, Verkehr und Nachrichtenübermittlung, 65 Dienstleistungen und Sonstige. |

## Politik
Für den Stadtteil Reinhardshain besteht ein Ortsbezirk (Gebiete der ehemaligen Gemeinde Reinhardshain) mit Ortsbeirat und Ortsvorsteher nach der Hessischen Gemeindeordnung.
Der Ortsbeirat besteht aus neun Mitgliedern. Bei den Kommunalwahlen in Hessen 2021 betrug die Wahlbeteiligung zum Ortsbeirat 53,61 %. Alle Kandidaten gehörten der „Gemeinschaftsliste Reinhardshain“ an. Der Ortsbeirat wählte Rüdiger Hefter zum Ortsvorsteher.

## Sehenswert
Sehenswert ist die etwa 1,5 km entfernt liegende Klosteranlage Wirberg.

## Vereine
Mehrere Vereine bestimmen das kulturelle Dorfleben, nämlich
- CDU-Ortsverband Reinhardshain
- Freiwillige Feuerwehr Reinhardshain
- Gesangverein Eintracht
- Jagdgenossenschaft Reinhardshain
- Jugendclub Reinhardshain
- Reinhardshainer Karnevals-Verein 02 e. V.
- Landfrauen Reinhardshain
- Schutzgemeinschaft Wasser und Wald Reinhardshain e. V.
- Sportverein Reinhardshain e. V.